# Lipide fluorescent
 (mars 2024).
Si vous disposez d'ouvrages ou d'articles de référence ou si vous connaissez des sites web de qualité traitant du thème abordé ici, merci de compléter l'article en donnant les références utiles à sa vérifiabilité et en les liant à la section « Notes et références ».
Un lipide fluorescent est un lipide qui a été transformé chimiquement pour qu'il conserve approximativement les propriétés du composé de départ tout en incluant un fluorophore.
Un lipide contient, la plupart du temps, deux chaines grasses simples. Pour un lipide fluorescent, on remplace une de ces chaines grasses par une autre qui contient des éléments lipophiles mais également un fluorophore. Un tel lipide est donc censé être soluble avec le lipide qui a servi de modèle, tout en ayant la particularité d'être observable en microscopie de fluorescence.